# Hercegovina (časopis)
Hercegovina: časopis za kulturno i povijesno naslijeđe je znanstveni godišnjak u izdanju Studija povijesti Filozofskoga fakulteta Sveučilišta u Mostaru. Objavljuje neobjavljene radove iz humanističkih znanosti u kojima se obrađuju teme vezane za Hercegovinu, njezinu povijest, kulturu i tradiciju.
Prvi broj časopisa izašao je 1981. godine. Bio je zamišljen kao godišnjak, međutim njegovo izlaženje bilo je neredovito. Izdavači predratnih osam brojeva bili su: Muzej Hercegovine, Arhiv Hercegovine i Regionalni Zavod za zaštitu spomenika i prirode. Za vrijeme Domovinskoga rata nije izlazio, ali je ponovo pokrenut 1995. U izdanju Narodne knjižnice u Mostaru objavljeno je 15 brojeva do 2011. U isto vrijeme mostarski Muzej Hercegovine i Arhiv Hercegovine objavljuju 5 brojeva, zaključno s dvobrojem iz 2003.
Od 2015. časopis ponovo izlazi, u izdanju Odjela za povijest Filozofskog fakulteta Sveučilišta u Mostaru te Hrvatskog instituta za povijest u Zagrebu kao suizdavača.

## Urednici časopisa
- mr. sc. Anđelko Zelenika (1981. – 1990.)
- mr. sc. Tomislav Anđelić (1995. – 2011., 15 izdanja Narodne knjižnice Mostar)
- mr. sc. Šaban Zahirović (1998. – 2003. 5 izdanja Muzeja Hercegovine i Arhiva Hercegovine)
- prof. dr. sc. Božo Goluža (2015. -)